# Kulturhuset Grand
Grand är ett kulturhus i Uppsala. Grand byggdes år 1936 som en biograf av arkitekten Simon Lindsjö och var när den byggdes Uppsalas modernaste biograf, och var revolutionerande då den hade möjlighet att spela ljudfilm. 1930-talets biografer byggdes mycket ändamålsenligt. Biografen lades ned i slutet på 1980-talet och dess lokaler togs över av ungdomsorganisationer. År 1995 skadades Grand av en förmodligen anlagd brand, men lokalerna restaurerades under 1996 och 1997.
I dag är Grand ett kulturhus, vars aktiviteter framför allt riktar sig mot ungdomar. Kulturhuset drivs av Uppsala kommun och är drogfritt.